# Astragalus baharensis
Astragalus baharensis är en ärtväxtart som beskrevs av F.Ghahrem. Astragalus baharensis ingår i släktet vedlar, och familjen ärtväxter. Inga underarter finns listade i Catalogue of Life.